# Sonerila affinis
Sonerila affinis är en tvåhjärtbladig växtart som beskrevs av George Arnott Walker Arnott. Sonerila affinis ingår i släktet Sonerila och familjen Melastomataceae. Inga underarter finns listade i Catalogue of Life.